# Mistrzostwa Panamerykańskie Strongman 2005
Mistrzostwa Panamerykańskie Strongman 2005 – indywidualne zawody południowoamerykańskich i północnoamerykańskich siłaczy.
Data: 20, 21 sierpnia 2005 r.

Miejsce: São Paulo  Brazylia
| Miejsce | Zawodnik             | Kraj              | Punkty |
| ------- | -------------------- | ----------------- | ------ |
| 1.      | Phil Pfister         | Stany Zjednoczone | 87     |
| 2.      | Travis Ortmayer      | Stany Zjednoczone | 77,5   |
| 3.      | Karl Gillingham      | Stany Zjednoczone | 67,5   |
| 4.      | Geoff Dolan          | Kanada            | 64     |
| 5.      | Mark Felix           | Grenada           | 61     |
| 6.      | Steve Kirit          | Stany Zjednoczone | 59,5   |
| 7.      | Jon Andersen         | Stany Zjednoczone | 57,5   |
| 8.      | Van Hatfield         | Stany Zjednoczone | 44,5   |
| 9.      | Kevin Nee            | Stany Zjednoczone | 33,5   |
| 10.     | Eduardo D. Vissiglia | Argentyna         | 8      |
| 11.     | Christiano De Souza  | Brazylia          | 6      |
| 12.     | Silvio Vitorio       | Brazylia          | 3      |